# Windows 2000
Windows 2000 (antiguamente denominado Windows NT 5.0 en su fase de desarrollo) ha sido la quinta versión descontinuada de Microsoft Windows NT que se puso en circulación el 17 de febrero de 2000 con un cambio de nombre para su sistema NT. Así, Windows NT 5.0 pasó a llamarse Windows 2000. Fue sucedido por Windows XP para equipos de escritorio el 25 de octubre de 2001 y por Windows Server 2003 para servidores el 23 de abril de 2003. Su creación representó un esfuerzo por la unificación de hasta ese momento dos sistemas operativos distintos en uno solo, Windows 9x diseñado para equipos domésticos y Windows NT para equipos empresariales. Dos años antes de su salida se sabía que Windows NT 5.0 estaba en proyecto, pero Windows 2000 llegó a resolver de una vez por todas las dudas.
Fue pensado principalmente para usuarios avanzados, negocios y empresas que ejecutaban programas de alto rendimiento y para servidores de red o de archivos y carpetas; si bien también se le dio un enfoque a usos domésticos a diferencia de sus antecesores. Dentro de las tareas que puede realizar se incluyen: crear cuentas de usuarios, asignar recursos y privilegios, actuar como servidor web, FTP, servidor de impresión, DNS o resolución de nombres de dominio, servidor DHCP, entre otros servicios básicos. Otra de las funciones que tiene, es como en todo sistema Windows la opción de utilizarlo como una estación de trabajo más de la red. Dicho sistema operativo es muy eficiente y su principal punto fuerte es el Active Directory, herramienta desde la cual se puede administrar toda la infraestructura de una organización.
Windows 2000 introdujo notables avances tecnológicos y grandes mejoras con respecto a sus predecesores como la implementación del sistema de archivos NTFS 3.0 con la capacidad de cifrar, comprimir archivos y soportar discos duros de gran tamaño, así como el sistema de componentes COM+ que unificó la tecnología COM y MTS ya existente en Windows NT 4.0, con nuevas características para el ámbito empresarial.

## Pantalla azul de la muerte (BSOD) en Windows 2000
En Windows 2000, la pantalla azul de la muerte (*Blue Screen of Death*, BSOD) aparece cuando el sistema encuentra un error crítico que impide su funcionamiento normal.
Las causas más comunes incluyen:

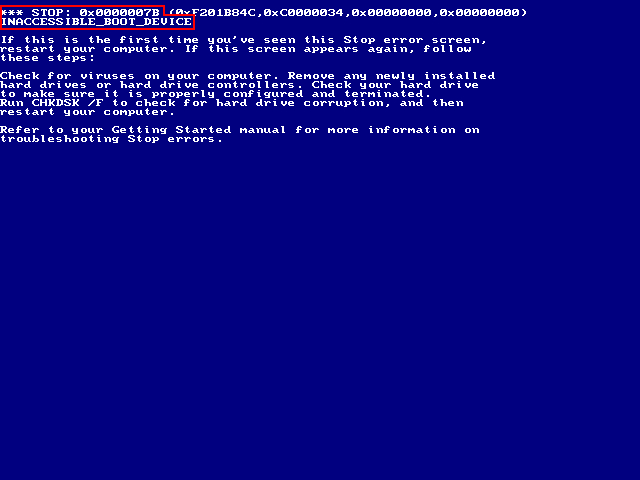
Ejemplo de BSOD en Windows 2000.

- Controladores incompatibles o desactualizados.
- Fallos de hardware (como memoria RAM defectuosa o disco duro dañado).
- Errores en el sistema de archivos o conflictos con software de terceros.
- Infecciones por malware o virus.

Microsoft recomienda actualizar los controladores y realizar análisis de seguridad para prevenir estos errores.

## Historia
Windows 2000 es la continuación de la familia de sistemas operativos de Microsoft, que sustituye a Windows NT 4.0. Originalmente iba a ser Windows NT 5.0, pero Microsoft cambió el nombre a Windows 2000 el 27 de octubre de 1998.
Aunque el nombre en clave de Windows 2000 Service Pack 1 iba a ser Asteroid y Windows 2000 de 64 bits sería Janus (no debe confundirse con Windows 3.1, que tenía el mismo nombre en clave), esta es la primera versión de Windows que no tiene nombres en clave. La primera versión beta de Windows 2000 se publicó en septiembre de 1997 y varias betas fueron producidas hasta llegar a la Beta 3, que fue lanzada el 29 de abril de 1999. Durante el desarrollo de Windows 2000 hubo un DEC Alpha, una Beta que fue abandonada luego y se produjo la beta RC1, luego que Compaq anunció que no apoyaba más a Microsoft en la construcción de Windows 2000.
Desde entonces, Microsoft publicó tres candidatos entre julio y noviembre de 1999 y finalmente se liberó el sistema operativo a las empresas el 12 de diciembre de 1999, mientras que el público en general pudo empezar a comprar el nuevo sistema hasta el 17 de febrero de 2000. En Japón representó el último sistema para el ordenador PC-9821, meses antes de su finalización de soporte.
Tres días antes del lanzamiento del sistema, Microsoft anunció "un nivel alto de fiabilidad" en su sistema operativo, pero en un memorándum filtrado desde Microsoft, Mary Jo Foley, periodista tecnológica, reveló que Windows 2000 tenía "más de 63.000 defectos potenciales conocidos". Después de la publicación del artículo de Foley, Microsoft le tuvo en la lista negra por un tiempo considerable.
Microsoft anunció en su boletín semanal que "nuestras pruebas demuestran que el sucesor de NT 4.0 es todo lo que esperábamos que sería. Por supuesto, tampoco es perfecto”. Wired News describió como mediocre al sistema operativo luego de que fuera puesto en marcha en el mes de febrero. Novell criticó el Active Directory de Microsoft, la nueva arquitectura de servicios de directorio, como menos escalable y fiable que su propia Novell Directory Services (NDS).
Con este nuevo sistema Microsoft quería reemplazar Windows 98 pero esto cambió después ya que, sorpresivamente, en 1999 se lanzó Windows 98 Second Edition y Windows Me fue comercializado seis meses después del lanzamiento de Windows 2000. Cerca del lanzamiento del primer Service Pack, el 29 de septiembre de 2000, Microsoft lanzó Windows 2000 Datacenter Server, dirigidas a grandes sistemas de computación y con soporte para 32 procesadores.

Poco antes del 12 de febrero de 2004, Microsoft anunciaba que partes del código fuente de Windows 2000 y Windows NT 4.0 estaban ilegalmente disponibles en internet. El origen de la fuga no fue reportado. La empresa publicó la siguiente declaración:
"El código fuente de Microsoft contiene derechos de autor y está protegido como secreto comercial. Como tal, es ilegal ponerla a disposición de otros usuarios, descargarlo o usarlo".
A pesar de las advertencias, el archivo que contiene el código fue difundido ampliamente en Internet. El 16 de febrero de 2004, se descubrió un exploit que fue "supuestamente descubierto por un particular estudio del código fuente" en ciertas versiones de Microsoft Internet Explorer.

## Ediciones
Existen cuatro ediciones y dos variantes de Windows 2000: Professional, enfocada para usuarios avanzados y negocios, Server, Advanced Server y Datacenter Server, diseñados para empresas de todos los tamaños, ideales para intercambio y flujo de datos constante; mientras que sus dos variantes son Advanced Server Limited Edition y Windows Powered.
Aunque si bien todas las ediciones de Windows 2000 poseen las mismas características y funcionalidades, cada una se puede personalizar según la experiencia y necesidad del usuario.

### Windows 2000 Professional
Sucesor de Windows NT 4.0 Workstation, estaba destinado a ser un cliente de red seguro y una estación de trabajo corporativa. Soporta hasta dos procesadores y es útil como sistema operativo autónomo para correr aplicaciones de alto rendimiento, especialmente en diseño gráfico y multimedia por ejemplo. Microsoft lo promocionaba como el principal sistema operativo de escritorio en un entorno de negocios. Aunque ya está descatalogado, aún se sigue utilizando en infinidad de aplicaciones corporativas por su robustez y fiabilidad sobre todo en lo que a software industrial se refiere.
Sin embargo, dada las funcionalidades para entorno profesional, Windows 2000 Professional también fue utilizado como sistema operativo de ámbito doméstico. Tuvo soporte de diversas aplicaciones ofimáticas, diseño gráfico y videojuegos y multimedia gracias a su inclusión de DirectX.

### Windows 2000 Server
Sucesor de Windows NT 4.0 Server, estaba destinado a ser el servidor de archivos, impresión, web, FTP de una pequeña o mediana empresa. Es ideal para cuando no se requiere de un servidor dedicado a cada tarea o departamento, logrando de esta manera mantener todo centralizado en un solo servidor. Soporta hasta cuatro procesadores.

### Windows 2000 Advanced Server
Sucesor de Windows NT 4.0 Enterprise, este sistema está orientado a empresas de medianas a grandes que ya tienen una mayor demanda por parte de los clientes (es decir, los usuarios de la red) para ejecutar aplicaciones de negocios en línea como soluciones en comercio electrónico y punto.com. Ofrece una estructura completa de clústeres para alta disponibilidad y escalabilidad y admite el multiprocesamiento simétrico de ocho vías (SMP), además de memoria hasta de 8 GB con la Extensión de dirección física de Intel (PAE). Soporta hasta ocho procesadores, soporte RAID y tolerancia a fallas. 
Su principal función es la de servidor de aplicaciones o de tareas crítica dentro de una organización grande. En general en estos casos, la demanda no es toda de un servidor sino de varios.

### Windows 2000 Datacenter Server
Esta nueva edición de Windows 2000 se considera una ampliación a Advanced Server que admite el multiprocesamiento simétrico (SMP) de 32 vías y hasta 64 GB de memoria física. Al igual que la edición Advanced Server, proporciona los servicios de clústeres y equilibrio de carga al igual que las funciones estándar. Está destinado a servidores muy potentes, pensado para simulaciones espaciales, cálculos matemáticos complejos, simulaciones de ingeniería, etc. 
También se utiliza para manejar grandes volúmenes de datos, como por ejemplo procesamiento de transacciones en línea, proyectos de consolidación de servidor así como para ISP a gran escala y alojamiento de sitios Web (de allí su nombre Datacenter Server).

### Windows 2000 Advanced Server Limited Edition
Es una versión limitada de Windows 2000 Advanced Server, basándose en el mismo código de 64 bits que se incluirá en la familia Windows .NET Server y que se haya optimizado para sacar el máximo provecho de las mejoras de rendimiento que incorpora el nuevo procesador Intel Itanium 2, lo que le convierte en idóneo en aplicaciones intensivas de memoria y computación, tales como análisis de grandes bases de datos, procesos de transacciones en línea, business intelligence, computación científica y modelos de simulación.

### Windows Powered
Es una versión reducida de la edición Professional o Advanced Server pensada para ejecutarse en software modesto como cajeros automáticos, máquinas expendedoras de billetes, arcades, cajas registradoras, servidores FTP o NAS y dispositivos portátiles e/o inteligentes. Si bien nunca fue comercializada al público en general, esta edición existe aunque solo en inglés y podía solicitarse bajo contrato o pedido mediante Microsoft.

## Nuevas características y mejoras
En esta nueva versión de Windows se pueden encontrar grandes avances respecto a Windows NT 4.0 y Windows 98 tales como: abundancia de herramientas de conectividad, madurez de la interfaz, buen reconocimiento del hardware y mayor estabilidad. Se añade a esto el soporte de nuevas tecnologías, las mejoras en sus funciones de informática remota, aplicaciones centralizadas de servicio y reinicios obligatorios drásticamente reducidos.
Muchas de las mejoras en Windows 2000 son sutiles, pero en conjunto crean una mejor experiencia en el uso de un ordenador.

### Hibernar
Windows 2000 es la primera versión de Windows que ofrece la tecnología Hibernar, una mejora de la característica Suspender, que guarda el estado del equipo en el disco duro en vez de almacenarse en la memoria RAM e inmediatamente procede a apagar el sistema. La próxima vez que se inicie Windows, la sesión del usuario y los programas abiertos permanecerán tal y como lo dejó antes de hibernar. Las ediciones Server y Advanced Server sin embargo llevan desactivada esta opción, pero puede habilitarse mediante el apartado Servicios.
A diferencia con Suspender, Windows almacena temporalmente el estado en la memoria RAM pero si ocurre un corte de corriente o un error crítico del sistema que obligue a reiniciar, toda la información del usuario actual no se guarda en disco ocasionando pérdida de información.
Para hacer uso de esta característica, tanto como la BIOS como el ordenador deben ser compatibles con la tecnología ACPI, la nueva funcionalidad de esta versión de Windows que administra la energía de todos los componentes del sistema.

### Implementación de NTFS 3.0 y más capacidad de almacenamiento
Al soportar el sistema de archivos NTFS, heredada de Windows NT 3.x y 4.0, Windows 2000 tiene un soporte inicial de hasta 127 GB de almacenamiento en disco duro gracias a la incorporación de NTFS 3.0, pero tras el lanzamiento del Service Pack 3 en 2002 el sistema puede soportar discos duros de hasta 2 TB. Esto representa un avance considerable en materia de administración ya que las versiones anteriores de NT tenían muchos problemas para soportar discos duros tan grandes.

### Protección de archivos de Windows
Windows 2000 presenta la nueva característica denominada Protección de archivos de Windows, función que mantiene monitorizado el sistema ante modificaciones malintencionadas o cambios bruscos repentinos.
Si un malware o programa llegase a alterar la operación del sistema operativo, Windows 2000 lanzará un mensaje advirtiendo este cambio intencional y solicitará insertar el CD de instalación para evitar que el sistema colapse o se comporte de manera errática. Es aconsejable hacerlo ya que mantiene optimizado y estable el funcionamiento de Windows aunque también es posible cancelar el proceso, si bien no era recomendable en lo absoluto. 
A partir del Service Pack 1, Windows 2000 guarda una copia de estos archivos en una carpeta interna, oculta para el usuario, sin necesidad de utilizar el CD haciendo así el reemplazo de manera transparente. Este último solo se llegará a requerir cuando Windows lo considere necesario. 

### Dispositivos USB y Plug and Play
Windows 2000 es la primera versión de Windows NT que tiene soporte nativo de USB 1.1 y Plug and Play, heredado de Windows 98, pero tras el lanzamiento del Service Pack 3 es capaz de soportar la tecnología USB 2.0, lo que implica mayor velocidad de transferencia y copiado en dispositivos extraíbles como memorias flash, unidades de CD, escáneres y cámaras. Asimismo, lo hizo más compatible con periféricos y dispositivos que hasta hoy día se siguen comercializando.

### Cuentas de usuario
Es también la primera versión de Windows que incluye el soporte para Cuentas de usuario, función donde cada usuario puede tener sus propias configuraciones de escritorio tales como colocar una imagen en pantalla al iniciar sesión, personalizar la interfaz de Windows mediante esquemas de colores y sonidos propios y almacenar documentos, imágenes y música en directorios personales y adicionalmente proteger el acceso a la cuenta mediante una contraseña para mantener privado el espacio de trabajo.
Cuando hay más de una cuenta de usuario creada, Windows 2000 ofrece la característica Cerrar sesión. Esta opción guarda todas las configuraciones del usuario en cuestión y prepara el equipo para que otra persona pueda utilizar el sistema. Cerrar sesión es accesible a través del Menú Inicio mediante la opción Apagar, por la combinación de teclas Ctrl+Alt+Supr o bien por la secuencia Alt+F4 cuando se está en el Escritorio.
La cuenta Administrador, presente en ediciones anteriores de Windows NT, se potencia y mejora para que los usuarios avanzados y/o administradores de sistemas puedan realizar total modificación a Windows en materia de configuración a nivel hardware y software sin necesidad de herramientas de terceros. 
Como novedad se implementa la nueva cuenta Invitado, pensada para otras personas que no tengan cuenta de usuario en el equipo. Invitado ofrece un acceso restringido al sistema donde permite usar los programas instalados y guardar archivos, pero no hacer ninguna modificación de configuración que comprometa a la funcionalidad de Windows, solicitando para esto una contraseña de Administrador antes de cualquier cambio. Se utiliza principalmente para un uso básico en el equipo, permitiendo que otros puedan visitar páginas Web, modificar archivos o usar los programas existentes.
Windows 2000 permite configurar cada cuenta de usuario con distintos permisos administrativos para tener un control exclusivo del equipo donde permite instalar software nuevo, modificar el comportamiento del sistema operativo o bien, únicamente para limitarse a crear archivos o usar el software instalado.

### DirectX y multimedia
Windows 2000 es la primera versión de Windows NT que incluye la tecnología DirectX de manera nativa, ampliamente usado para multimedia y videojuegos en sistemas operativos anteriores. Si bien Windows NT 4.0 puede actualizarse a él de forma limitada, está versión no estaba preparada para tal tipo de contenido consiguiendo un rendimiento deplorable. Windows 2000 al ser un sistema más preparado para tales tareas y mucho más estable, puede ejecutar aplicaciones de gran rendimiento y sacarle el máximo provecho a esta tecnología, haciéndolo ideal para un entorno de entretenimiento. Se incluyó con DirectX 7.0 pero es actualizable hasta la versión 9.0c, la misma que posee Windows XP en su Service Pack 2.
El sistema operativo de la primera generación de Xbox está basado en Windows 2000 y posee una versión adaptada de DirectX 8.0, haciendo fácil la conversión de juegos entre la consola y el ordenador.

### Consola de recuperación

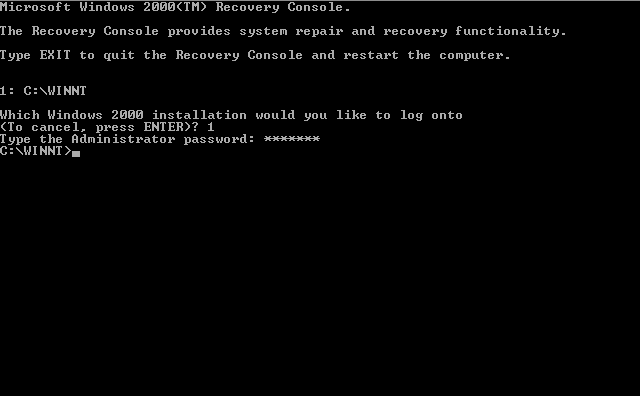
Consola de recuperación de Windows 2000

Windows 2000 presenta la nueva Consola de recuperación, sustituyendo al disco de emergencia en disquetes de versiones anteriores. Cuando el sistema no es capaz de arrancar o tiene algún problema que necesita ser reparado, se puede iniciar la nueva utilidad solo insertando el CD de instalación. Funciona a base de línea de comandos pero a diferencia del disco de emergencia, este tiene más órdenes para poder reparar el sistema entero sin necesidad de formatear. Permite reemplazar archivos defectuosos, darle formato a unidades que tengan problemas, desinstalar programas y controladores, configurar nuevamente las carpetas del sistema que fueron manipuladas incorrectamente, deshabilitar servicios, modificar archivos de arranque y reparar el sector de inicio. 
La consola también puede instalarse en el inicio del sistema en caso de que no se tenga un CD disponible, funcionando como un sistema operativo de emergencia.
Windows XP emplea la misma versión de la consola de recuperación de Windows 2000 y también es funcional con Windows Vista, pero a partir de esta versión adquiere su propia interfaz gráfica, potenciándose con la funcionalidad Restaurar sistema.

### Diskpart y Administrador de discos
Windows 2000 es la primera versión de Windows que incluye un administrador de discos tanto de forma gráfica como basado en texto, donde en este último recibe el nombre de diskpart. Esta nueva funcionalidad permite tanto particionar discos duros y darles un formato según la necesidad del usuario, asignarles una funcionalidad especial y configurarlos como recuperación de datos en caso de que el disco duro principal resultase dañado.
Diskpart sigue presente en las ediciones más recientes de Windows donde este ha recibido mejoras y nuevas funciones de acuerdo a los avances tecnológicos.

### Accesibilidad
Al estar pensado también para el usuario promedio, Microsoft llevó a Windows 2000 todas las funciones de accesibilidad ya vistas en Windows 98 y asimismo, agregó y mejoró las herramientas presentadas del mismo con la finalidad de que todos los usuarios tanto comunes como con capacidades diferentes, pudieran usar su sistema operativo.
A continuación se listan algunas de las novedades presentadas:
- Narrador de Microsoft: permite leer en voz alta el contenido mostrado en pantalla. Aunque inicialmente estaba solo en inglés de Estados Unidos, Microsoft hizo posible la descarga e instalación para más idiomas y regiones. Para hacer uso de esta función se requiere el uso de una tarjeta de sonido y altavoces compatibles.

- MouseKeys: permite mover el puntero del ratón con las teclas numéricas del teclado.

- Lupa: permite ampliar temporalmente un área del escritorio en caso de que el texto fuese difícil de leer.

- SoundSentry: crea alertas visuales de los eventos del sistema para aquellos que tuvieran problemas auditivos.

- FilterKeys: pensado para aquellos que tuvieran problemas al usar el teclado.

- Teclado en pantalla: hace posible el uso del teclado mediante clics del ratón, controladores de juegos, joysticks compatibles o apuntadores táctiles.

- Temas de alto contraste: son esencialmente los temas de color incorporados en Windows 2000, pero adaptados para ofrecer una mayor visibilidad y legibilidad para personas con deficiencias visuales.

Microsoft adicionalmente incorporó una combinación de teclas, Windows + U, donde permite acceder fácilmente a todas las configuraciones de accesibilidad sin necesidad de abrir el Panel de control. Este acceso directo aún permanece en todas las ediciones posteriores de Windows.

### Windows Driver Model
Windows 2000 hace obligatorio el uso de controladores firmados para conservar la integridad del sistema operativo gracias a la tecnología Windows Driver Model (WDM, en sus siglas en inglés). 
Esta nueva característica comprueba que los archivos o los controladores de dispositivo publicados por los fabricantes puedan funcionar correctamente con Windows 2000, evitando así problemas de inestabilidad o seguridad que sufrían las versiones anteriores de Windows debido a su alteración o manipulación indebida.
WDM inspecciona las firmas de los fabricantes en segundo plano para asegurar que el sistema operativo ejecuta controladores originales y que estos no han sido modificados. Si se detectan archivos sin firma, Windows 2000 lanzará un mensaje sobre si continuar o no con la instalación.
Por motivos de seguridad no se recomendaba hacerlo ya que pondría en riesgo la seguridad y estabilidad del equipo aunque también había opción de permitir los cambios, haciendo que Windows 2000 solicite constantemente la instalación de archivos genuinos.
WDM se complementa con la función Protección de archivos de Windows aunque este comportamiento es desactivable, si se desea, desde Propiedades del sistema en el apartado Hardware. 

### Microsoft Management Console
Windows 2000 presenta por primera vez la utilidad Microsoft Management Console, ideal para administrar el sistema operativo y sacarle el máximo provecho a sus características. Permite controlar el Administrador de dispositivos, ideal para reconocer y hallar problemas con los controladores del sistema, instalar nuevos dispositivos y mantener organizado el sistema y este pueda funcionar de manera óptima. También permite configurar directivas de grupo para restringir o permitir ciertas configuraciones para otros usuarios, visualizar problemas en el Visor de sucesos, administrar las unidades de disco y darles formato o bien, asignar otras funcionalidades como la desfragmentación de disco.

### Directivas de grupo
Windows 2000 incorpora como novedad el apartado Directivas de grupo, que básicamente es para controlar, permitir o bloquear distintas configuraciones y funcionalidades del sistema cuando se encuentra conectado a una red, esto con la finalidad de hacer más eficiente el sistema operativo en términos de rendimiento, seguridad y personalización. Entre sus características destacan las cuentas de usuario, si debe o no permitir contraseñas seguras, la cantidad mínima de caracteres para la creación de contraseñas, umbral de bloqueo cuando se ingresa erróneamente una contraseña, eventos de apagado como mensajes detallados de inicio y cierre de sesión, imagen de escritorio personalizada para todos los usuarios y equipos conectados, apagado remoto y mucho más, adecuado para usuarios avanzados y empresariales.

### Compresión y cifrado de archivos y carpetas
Si se instala Windows 2000 con el sistema de archivos NTFS, el sistema ofrece las características de cifrado y compresión de archivos y carpetas. 
El cifrado usa el algoritmo EFS usado ampliamente para proteger archivos importantes tras el robo o filtración de datos, haciendo casi imposible de descifrar su contenido. Cuando un fichero está cifrado, su nombre y extensión aparece en color verde en el Explorador de Windows. 
La compresión reduce el tamaño de un archivo sin afectar su contenido o calidad del mismo. Esto es útil para discos duros de baja capacidad si se está quedando sin espacio, aunque puede disminuir ligeramente el rendimiento en equipos menos potentes debido a que Windows descomprime el fichero cuando se abre. En el Explorador de Windows, el nombre y la extensión del archivo aparece en color azul.

### Nuevas fuentes y soporte de idiomas con caracteres complejos
Windows 2000 incluye nuevas fuentes tipográficas como Microsoft Sans Serif, Tahoma, Trebuchet MS, Palatino Linotype, Book Antiqua, Georgia, Courier New o las conocidas Lucida Sans Unicode o Lucida Console, siendo esta última la fuente predeterminada del Bloc de notas reemplazando a Fixedsys de versiones anteriores. Las fuentes citadas anteriormente y las ya existentes en otras versiones de Windows fueron actualizadas para soportar caracteres complejos de acuerdo al consorcio Unicode 3.0 lanzado en septiembre de 1999.
Asimismo el soporte a idiomas de Asia Oriental como chino, japonés, coreano, cingalés, birmano, mongol e hindi fueron incluidos nativamente en Windows 2000, lo cual permite visualizar y crear texto en varios idiomas sin necesidad de instalar herramientas de terceros. Para estos idiomas el sistema operativo provee nuevas fuentes tipográficas pensadas para abarcar cada uno de los alfabetos, si bien en los mercados con idiomas latinos o cirílicos no se instalan por defecto. La forma de hacerlo es través de la selección de idioma y región durante la instalación de Windows 2000 o bien, configurarlo más tarde desde Panel de control.
La interfaz de Windows 2000 está construida totalmente con Tahoma y Microsoft Sans Serif, pensadas para poder ofrecer alta legibilidad a cualquier resolución de pantalla así como escalado y estiramiento a cualquier tamaño e idioma en cuestión. De igual forma, el soporte para fuentes TrueType y OpenType se amplía y se mejora aún más, dejando las viejas fuentes de pantalla únicamente por motivos de compatibilidad aunque Microsoft desaconsejaba su uso.
Los nuevos alfabetos soportados por esta versión de Windows son, aunque no limitándose a: chino (simplificado y tradicional), georgiano, latín estándar y extendido, árabe, cirílico estándar y extendido, hangul, hiragana y katakana, hebreo, tailandés, hindi, birmano y mongol.

### Máquina virtual de DOS (NTVDM)
Al ser un sistema construido de Windows NT y 32 bits, Windows 2000 es compatible, aunque de manera limitada, con programas antiguos de 16 bits y MS-DOS, lo que hace que cada proceso se ejecute en una máquina virtual de DOS para evitar comprometer el sistema. Pueden ejecutarse en un proceso aparte llamado ntdvm.exe que emula características de MS-DOS para que puedan funcionar los programas antiguos, evitando cuelgues inesperados o inestabilidades como lo que ocurría con sistemas Windows de núcleo MS-DOS. Esta característica aún sigue presente en todas las versiones de Windows de 32 bits, incluido Windows 10 donde fue su última implementación ya que Windows 11 pasó a ser de 64 bits completamente.
Debido al cambio de arquitectura en Windows Vista, esta funcionalidad se mantuvo y se renombró Windows on Windows, o por sus siglas WoW en inglés. Si bien el comportamiento es ligeramente diferente al visto en Windows 2000 y XP, su función es prácticamente la misma.

### Modo de compatibilidad
Tras el lanzamiento del Service Pack 2 en 2001, Windows 2000 incorpora, aunque oculto por defecto, un nuevo modo de compatibilidad para la ejecución de programas anteriores pensados para ejecutarse en Windows NT o Windows 98 en caso de no ser funcionales con esta nueva versión de Windows.
Esta herramienta es accesible desde la pestaña Compatibilidad desde el cuadro de diálogo Propiedades de un programa o archivo de librería dinámica (.dll), aunque solo debía utilizarse en caso de que el usuario presentara problemas para hacer funcionar software anterior al no haber una versión compatible con Windows 2000 y por lo tanto, se desaconsejaba su utilización en antivirus o firewalls por motivos de seguridad y estabilidad.
Este comportamiento es activable o desactivable mediante el archivo slayerui.dll del directorio raíz de la instalación de Windows.

## Proceso de instalación

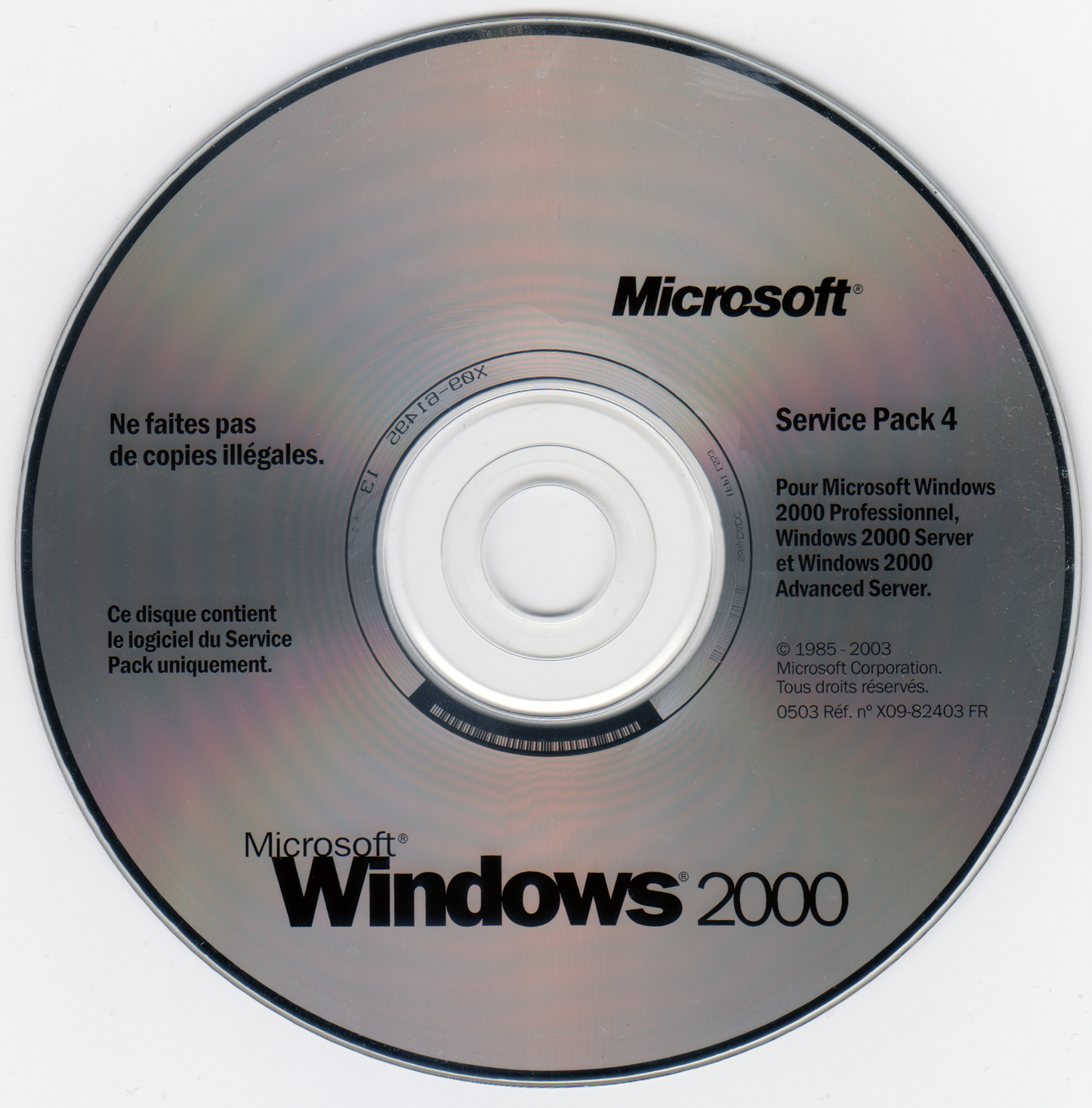
Disco de instalación de Windows 2000 SP4

La instalación de Windows 2000 Professional puede realizarse ya sea en un equipo nuevo o sin sistema operativo o bien, sobre Windows NT 3.x, Windows NT 4.0 (ambas en sus ediciones Workstation), Windows 95 o Windows 98, aunque las ediciones Server y Advanced Server requerían obligatoriamente una versión de NT o una instalación limpia. El proceso empieza simplemente ejecutando el archivo Setup. 
Tras unos breves cuadros de opciones para la selección del lenguaje y de accesibilidad, se procede a la copia de archivos de instalación en el disco duro. Previamente, el asistente advertirá si uno desea convertir el sistema de archivos FAT o FAT32 a NTFS. Se recomienda hacerlo, ya que este sistema permite utilizar más eficientemente las funciones de administración de archivos. Una vez terminado, el sistema se reinicia automáticamente y empieza la instalación. El proceso de instalación es largo, pero no necesita demasiada atención y es capaz de aplicar el reconocimiento plug and play de forma óptima.
Todas las ediciones de Windows 2000 son capaces de reconocer y dar soporte a multitud de dispositivos, asignando de forma automática los recursos e instalando los controladores. El nuevo Asistente para la instalación de hardware permite añadir, configurar, quitar, resolver conflictos y actualizar los periféricos de forma dinámica sin preocuparse por los efectos en el resto del sistema. De cualquier forma, aunque el soporte de hardware con BIOS antiguas está contemplado, las ventajas mayores se conseguirán sin duda con hardware nuevo, bien USB, AGP, OpenGL 1.2 o DirectX.
El reconociendo del hardware es la parte más larga de la instalación. Una vez terminada la copia de archivos y controladores, el sistema se reiniciará y entremos en la fase de configuración, creación, creación de accesos y registro de componentes. La primera vez que se arranca Windows 2000 demorará un poco más que Windows 98. En la versión Server y superiores, el administrador de red tiene la opción de realizar la instalación de Windows 2000 de forma remota sobre las máquinas cliente.

## Reconocimiento de hardware
En lo que se refiere a soporte de hardware, las dos tecnologías que componen los cimientos de Windows 2000 son Plug and Play y ACPI (Advanced Configuration and Power Inteface), ambas en la base del soporte de hardware de Windows 98. En términos de Microsoft, el conjunto de ACPI y Plug and Play se conocen como la Iniciativa OnNow.
Esta iniciativa de diseño hace que las computadoras estén inmediatamente disponibles. En otras palabras, sin OnNow, los ordenadores no cargan el sistema cuando se las enciende. Con OnNow, estas pasan de un estado de bajo consumo de energía directamente al estado de funcionamiento, y viceversa. Cuando una computadora no está en uso, permanece en un estado en el que parece apagada; sin embargo, todavía esta en condiciones de reaccionar a los eventos que se puedan producir en su entorno. En términos comunes, OnNow permite la suspensión y la hibernación.
Windows asume el control de la configuración del sistema y de la administración de la energía a través de los BIOS Plug and Play y APM (Advanced Power Management). Los controladores de dispositivo presentan un nuevo catálogo de soporte llamado Windows Driver Model (WDM), que hace que el sistema sea más seguro y estable solo aceptando controladores firmados.

## Interfaz
Nuevos iconos de sistema y una visualización aparentemente tridimensional es lo primero que llama la atención. Sobresale, por ejemplo, la posibilidad de que el puntero del mouse aparezca con una sombra por detrás, que se destaca del fondo.

### Novedades respecto a la interfaz
Las sorpresas de Windows 2000 empiezan con el menú Inicio. Se diferencia en algo fundamental con relación a versiones anteriores: es capaz de hacer seguimiento de los programas y archivos que se utilizan durante las primeras sesiones. El sistema utiliza este perfil de comportamiento para configurar el menú Programas, de forma que siempre aparezcan las aplicaciones más utilizadas en primer plano, mientras que las restantes se encuentran “recogidas” en el menú. Esto no solo facilita el acceso a los programas, sino que da una mayor limpieza visual en pantalla. Además, es posible poner en cascada el panel de control y activar el despliegue suave de los menús, con un efecto fade tranquilizador.
Entre los detalles más interesantes de Windows 2000 destaca la nueva estructura de los cuadros de diálogo Abrir, Imprimir o Guardar. Estos cuadros presentan un diseño tipo Outlook que permite el acceso rápido a los archivos más utilizados. Además de la carpeta Mis documentos, tenemos al alcance otras denominadas Mis Imágenes (donde se guardan por defecto los archivos gráficos) y Mis sitios de red (donde se han centralizado todos los recursos de red). La barra de navegación de los cuadros de diálogo incluye también una lista de los documentos utilizados recientemente.

### Facilidades de uso en su interfaz
La personalización y configuración del sistema se puede realizar casi por completo desde los paneles de control, incluyendo las opciones de carpetas. Windows 2000 es el primer sistema operativo que permite personalizar la barra de menús del sistema. De hecho, dispondremos de más de 20 botones incluyendo el de Búsquedas, Mover a, Copiar a, Favoritos y redimensionamiento. Un detalle que los que empiezan con Windows apreciarían es que se han integrado las etiquetas de ayuda contextual a todos los elementos del sistema y que los cuadros de diálogo y paneles son más informativos, incluyendo botones para la resolución de problemas y la opción de desinstalar controladores.
El verdadero trabajo se nota en el Explorador de Windows y la integración con Internet Explorer 5. El historial de IE5 y el Explorador de Windows incluyen ahora tanto los sitios Web como los documentos y carpetas con los que trabajamos y se puede decir que podemos utilizar indistintamente tanto uno como otro para movernos por el sistema.
Los cambios en la herramienta de búsqueda guardan grandes similitudes con las que podemos encontrar en un portal de Internet, ya que acepta operadores booleanos, permite acotar las zonas (en Internet, Archivos y carpetas, o Personas) y especificar al detalle los atributos del requerimiento. Los documentos encontrados se previsualizan en la ventana del Explorador, y a través de esta también podemos acceder a sitios Web o navegar por el disco, una unificación de funciones que parecerá natural a los pocos minutos. Una búsqueda a fondo requiere la ejecución de Index Server. Este componente proporciona la indexación del contenido local en modo subordinado. El usuario puede seleccionar los directorios que quiere indexar y las propiedades que deberían tenerse en cuenta en este proceso. Si el usuario está en una red que ejecute Windows 2000 Server, el servidor puede hacerse cargo de todo el trabajo.

## Fiabilidad del sistema
La fiabilidad y la capacidad de gestión se mejoraron drásticamente con herramientas que ayudaron a los usuarios y administradores de red a gestionar de forma más sencilla sus sistemas, empezando porque el laberinto de las DLL parece resuelto. Windows 2000 permite que las DLL se instalen en los directorios de sus aplicaciones específicas, y eviten que se eliminen las DLL compartidas.

## Gestión del sistema
La gestión global de un sistema se realiza a través de un módulo denominado Administración del equipo, que organiza los recursos, servicios, dispositivos de almacenamiento y seguridad que utilizan tanto en el sistema local como en ordenadores remotos. El panel es una herramienta muy valiosa para los administradores de red y se divide en tres módulos: Herramientas del Sistema, Almacenamiento y Servicios y Aplicaciones.
En Herramientas del Sistema, por ejemplo, disponemos de un visor de sucesos y del Administrador de dispositivos, una síntesis jerarquizada de los dispositivos instalados en el PC y que permite hacer modificaciones y búsquedas para resolver conflictos IRQ o DMA. Por otro lado, desde Almacenamiento es posible acceder a las propiedades de las unidades de disco, incluyendo unidades extraíbles, y a sus opciones de verificación, comparticiones y copias de seguridad. Finalmente Servicios y Aplicaciones nos da información más clara sobre los servicios Microsoft y de red implementados. En general, el Administrador del equipo es un mapa completo y detallado de la PC, incluyendo informes sobre la forma en que el usuario lo utiliza.

## Infraestructura de seguridad
Puesto que se trata de un sistema operativo orientado al trabajo en red y a la compartición de recursos, la familia Windows 2000 ha integrado sólidas tecnologías de seguridad. La intención es que cada usuario pueda comprender cómo funcionan estas tecnologías y controlarlas de forma cabal. Esta “infraestructura” de seguridad funciona en tres niveles:
1. Local. Se refiere a la protección de datos en el ordenador. El sistema está diseñado para evitar que usuarios no autorizados se salten el sistema de arranque y, por tanto, también las funciones de seguridad. Algunos fabricantes de hardware integran sistemas de contraseña, una solución no muy adecuada para entornos de trabajo compartido. La encriptación de los datos en el disco NTFS es un servicio que se basa en la arquitectura CriptoAPI de Windows para implementar el sistema de llaves públicas. Cada archivo (incluyendo sus temporales de trabajo) se encripta a través de una llave generada aleatoriamente, utilizando algoritmos asimétricos. W2000 es el primer operativo que implementa encriptación de 128 bits en un proceso transparente, ya que ENF encripta y desencripta los archivos localizando las llaves del usuario, bien desde el almacén del sistema o desde los dispositivos como los Smart Cards.
2. Corporativo. Se refiere a la protección de datos en una red local. Windows 2000 utiliza el protocolo de autentificación Kerberos versión, 5, un estándar de seguridad en redes locales e intranets que verifica y hace un seguimiento de la actividad de cada usuario dentro de la red. Kerberos permite un control del acceso unificado a casi cualquier entorno de red, eliminando la necesidad de obtener permisos y esperar la respuesta de cada vez que un cliente desea acceder a un nuevo recurso de la red.
3. Público. Windows 2000 utiliza también sistemas de llaves públicas y protocolos de autenticación para mantener la seguridad de las comunicaciones que se realizan por Internet, de forma que verifique la procedencia de mensajes de correo o garantice las fuentes de donde proceden las descargas. Por otra parte, incluye soporte para redes privadas virtuales (VPN), protocolos encapsulados que crean un “canal” de comunicación privado a través de redes públicas. El soporte VPN se realiza a través del protocolo PPTP (Point to Point Tunneling Protocol), Layer 2 Tunneling Protocol e IPSec, un protocolo que implementa una gama de funciones sobre una capa de red encriptada.

## Active Directory
Un servicio de directorios es un servicio de red que identifica todos los recursos en ella y los vuelve accesibles a los usuarios y a las aplicaciones. Active Directory (AD) es el servicio de directorio incluido en Windows 2000.
El elemento principal de Active Directory es el directorio, que almacena información sobre los recursos de la red y los servicios que hacen disponible la información. Los recursos almacenados en el directorio, como los datos del usuario, impresoras, servidores, bases de datos, grupos, computadoras y políticas de sistema, se denominan objetos.
AD los organiza jerárquicamente en dominios. Un dominio es una agrupación lógica de servidores y otros recursos de red bajo un mismo nombre de dominio. Cada dominio incluye uno o más controladores de dominio (domain controllers), que son máquinas que almacenan una réplica de un directorio de dominio. Cada vez que se hace algún cambio en alguno de los controladores, el resto se actualiza automáticamente.
Un objeto es un conjunto de atributos particulares, bajo un nombre específico, que representa un recurso individual de la red. Los atributos se refieren a las características del objeto. Así, los atributos de una cuenta de usuario pueden ser el nombre, departamento y dirección de correo electrónico, y los de una impresora, si es láser y si es en color. Algunos objetos funcionan también como contenedores: por ejemplo, un dominio.
Las agrupaciones lógicas de objetos son las clases. Una clase puede estar constituida por todas las cuentas de usuario, las impresoras, los grupos, etc.
Las unidades organizacionales (UO, organizational units) son contenedores que se usan para reunir objetos de un dominio en grupos administrativos lógicos. Cada UO puede contener distintos objetos y cada dominio puede tener su propia lógica de agrupación en UOs.
La unidad central de la estructura lógica de AD es el dominio. Agrupando los objetos en uno o más dominios es posible representar la propia organización de la empresa. Todos los objetos de la red existen en un dominio, es posible albergar hasta 10 millones de objetos.
Quizás al usuario final este tipo de estructura no le dirá nada. Sin embargo, para administrar una red empresaria, AD permite hacerlo de manera fácil, centralizada y automática en muchos de sus parámetros. Y para el usuario significa no tener que recordar números o nombres abstractos, y tener los recursos de la red disponibles sin tener que preocuparse por saber donde están.

## Salida del mercado
El 17 de febrero de 2000 Microsoft lanza con gran expectación lo que sería su nueva versión de Windows, haciendo mayor énfasis en la seguridad y estabilidad algo que arrastraban las anteriores versiones de Windows, sobre todo las que funcionaban bajo MS-DOS. Se pusieron a la venta dos ediciones en formato CD: la versión completa, diseñada para instalar el sistema en equipos nuevos o aquellos que no tenían algún sistema operativo instalado o bien, en forma de actualización diseñada para reemplazar la versión anterior de Windows, siendo esta modalidad la más económica. La versión completa servía tanto para instalar desde cero o actualizar desde un Windows existente, mientras que la de actualización necesitaba obligatoriamente tener instalada una versión de Windows anterior.
Asimismo se afirmaba que Windows 2000 sería la punta de lanza de la construcción de las futuras versiones de Windows, algo que más adelante se confirmó tras darse a conocer que la nueva versión de Windows para consumidores ya estaba en desarrollo, llamada Neptune y más adelante Whistler, y que este funcionaba bajo Windows 2000. 
A sus primeras horas de lanzamiento, se confirmó una gran aceptación en el consumidor profesional y empresarial, lo que hizo que muchos se actualizaran rápidamente a esta nueva versión de Windows, pero esto fue disminuyendo rápidamente debido a que muchos controladores existentes de Windows 95 y 98 no estuviesen preparados para funcionar en el nuevo sistema debido al diseño de arquitectura. Tras el lanzamiento de Windows XP, Windows 2000 se puso al par de su sucesor y fue más compatible con el más del 80% del software y hardware existente, el 20% aún estaba diseñado para Windows 95/98, NT y posteriormente, Windows Me.
Posteriormente, Windows 2000 fue sucedido por nuevos sistemas operativos de Microsoft. La línea Windows 2000 Server ha sido reemplazada por Windows Server 2003 y Windows 2000 Professional con Windows XP. La familia de sistemas operativos Windows 2000 hizo su avance desde la Fase de Soporte Principal a la Fase de Soporte Extendido el 30 de junio de 2005. Microsoft dice que esto marca la progresión del producto a través de su Directiva de Ciclo de Vida de Productos. Bajo la Fase de Soporte Extendido, Microsoft continuó entregando actualizaciones críticas de seguridad mensuales y soporte telefónico pagado. Sin embargo, el soporte técnico gratuito y cambios en el diseño del sistema no serán proporcionados. 
Debido a la arquitectura de Windows 2000, Microsoft no ofreció software actual tales como Internet Explorer 7 o alguna versión nueva de Reproductor de Windows Media. La compañía dice que IE7 depende de características de seguridad diseñadas solo para Windows XP Service Pack 2 y Windows Vista, y no puede ser desarrollado bajo la plataforma Windows 2000. Por su parte, Microsoft recomendaba a las empresas que aún mantenían Windows 2000 se actualizaran a Windows Server 2003 o Windows Vista para mejorar la seguridad. Todo el soporte de Windows 2000 incluidas las actualizaciones de seguridad finalizaron el 13 de julio de 2010.

## Actualizaciones
Windows 2000 recibió cuatro Service Packs y un Update Rollup. Los service packs publicados son: Service Pack 1 (SP1) el 15 de agosto de 2000, Service Pack 2 (SP2) el 16 de mayo de 2001, Service Pack 3 (SP3) el 29 de agosto de 2002 y el Service Pack 4 (SP4) el 26 de junio de 2003. Todos ellos se conseguían en el sitio web de Microsoft o mediante Windows Update, aunque también se podía solicitar un CD en caso de no contar con conexión a Internet. Microsoft retiró el desarrollo de la Máquina Virtual Java (JVM) de Windows 2000 en el Service Pack 3 por conflictos legales con Sun Microsystems. 
Muchos usuarios esperaron el Service Pack 5 pero Microsoft canceló tempranamente este proyecto y en su lugar, presentó el Update Rollup 1, una continuación para su SP4 la cual es la colección de todos los parches de seguridad y otras cosas significativas. Sin embargo, no incluye todos los parches que no son de seguridad y no fue probado extensivamente como se le realiza a un Service Pack. Microsoft enfatiza que esta actualización reúne de mejor manera lo que los usuarios necesitan y contribuirá a los clientes de Windows 2000 a mantener seguros sus equipos, reducir los costos de soporte, y permitir que sus sistemas soporten la generación actual de hardware de computación.
El 3 de agosto de 2020 Microsoft bloqueó el acceso a Windows Update para Windows 2000, Windows XP, Server 2003 y Windows Vista, lo cual hace imposible descargar sus actualizaciones para aquellos que buscaban reinstalar el sistema operativo. Antes de esa fecha, aún era posible conseguir todas revisiones que dejaron de lanzarse en 2010.

## Capacidad de actualización
Todas las ediciones de Windows 2000 traen consigo los mismos componentes y funcionalidades, exceptuando las ediciones de servidor que incluyen software adicional para su uso más enfocado a empresas. Gracias a los service pack lanzados por Microsoft, Windows 2000 tuvo amplio soporte de hardware y software tanto de Microsoft como de terceros. A continuación se lista lo que Windows 2000 fue capaz de soportar hasta el 13 de julio de 2010. Solo se incluye software de Microsoft, aunque en la actualidad aún existe software que es compatible con el sistema.
- DirectX 9.0c (se incluía por defecto DirectX 7.0) del 8 de junio de 2010. También fue la última versión para Windows XP.
- Reproductor de Windows Media 9 Series, Windows Media Encoder 7.1 y códecs para Windows Media Audio. Esto hacía posible la escucha y el desarrollo de música en alta calidad (se incluía por defecto la versión 6.1).
- Internet Explorer 6 SP1 y Outlook Express 6 SP1 (incluido por defecto la versión 5 en ambos casos).
- Microsoft Office 2003 SP3 fue la última versión compatible con Windows 2000. También era posible instalar Office 2000 y Office XP. La compatibilidad con los formatos nativos de Microsoft Office 2007 también pueden instalarse en este sistema, siendo necesario como requisito mínimo tener instalado Office 2000.
- Microsoft .NET Framework 1.0, 1.1 y 2.0 con Service Pack 3.
- Microsoft Office Word Viewer 2007, Excel Viewer 2007 y PowerPoint Viewer 2007 SP3.
- Microsoft Visual C++ 2005 y 2008 redistributable.
- MSN Messenger 7.0, aunque también estaba disponible Windows Messenger que apareció en Windows XP.
- Microsoft NetMeeting 3.01.
- Asistente de transferencia de archivos y configuraciones: lanzado simultáneamente con Windows XP, se utilizaba para migrar datos y configuraciones del usuario entre una versión anterior de Windows para su uso en Windows 2000. En 2007 tras el lanzamiento de Windows Vista, esta herramienta fue reemplazada por Windows Easy Transfer.
- Microsoft Agent 2.0.
- Microsoft ActiveSync 4.5. Esencial para dispositivos con Windows Mobile o CE, siendo también la última para Windows XP. A partir de Windows Vista, se reemplazó por Windows Mobile Device Center.
- MSXML 6.0 SP2.
- Microsoft Data Access Components 2.81.
- Windows Script Host 5.7.
- Microsoft Virtual PC 2004 SP1.
- Windows Installer 3.1.
- Microsoft Visual Studio 2005 fue la última versión soportada por Windows 2000. La versión 2008 requería como mínimo Windows XP.
- Microsoft Encarta 2006.
- Microsoft Mathematics 2007.
- Windows Desktop Search, un indexador que potenciaba las búsquedas en las carpetas del usuario y del mismo Windows.
- Microsoft Silverlight en su versión 4, lanzado en 2010.
- Microsoft Baseline Security Analyzer 2.3. Parecido a Windows Update, unificaba las actualizaciones de Windows para aquellos equipos que estaban conectados a la red.
- MSN Explorer 9.0, lanzado en 2004, también último compatible con Windows XP. La versión 9.5 requería como mínimo Windows Vista.
- Visor de Windows Journal, aparecido originalmente en Windows XP Tablet Edition.
- Escritorio remoto, lanzado al mismo tiempo que con Windows XP.

## Compatibilidad con computadoras portátiles
Aunque Windows 2000 es aparentemente un sistema operativo de gran tamaño, Microsoft ha hecho un gran esfuerzo para que los usuarios de ordenadores portátiles puedan llevarlo en sus máquinas y trabajar con el independiente y coordinadamente a la vez. Para esto, tiene la capacidad de definir carpetas para el trabajo desconectado. Configurando esta opción es posible trabajar con los documentos en el portátil, con la seguridad de que cuando se realice una conexión con nuestro ordenador principal se realizara la sincronización de todos los archivos. Asimismo, si utilizamos archivos compartidos, cuando se establezca una conexión con la red, obtendremos la última versión de aquellos, listos para empezar a trabajar.
La función de ahorro de energía, básica para los usuarios de portátiles, se realiza a través del soporte ACPI. ACPI, también, permite la mejora de la conexión de los portátiles a los docks de los sistemas principales, ya que puede hacerse en actividad y sin retrasos en el reconocimiento del hardware y controladores.
El usuario puede crear también diferentes perfiles de utilización en caso de baja energía, bien disminuyendo el trabajo de disco, el brillo de la pantalla u optando por el modo reposo. Windows 2000 también soporta la hibernación de portátiles. La única mala noticia, es que ACPI forma parte del firmware de un sistema, por lo que solo los portátiles de nueva fabricación pueden hacer uso de este estándar.

## Requerimientos del sistema
Para que Windows 2000 funcione adecuadamente se necesitan cubrir los siguientes requisitos mínimos. Si el equipo es potente o supera los requerimientos, Windows 2000 funcionará de manera óptima.
|                  | Windows 2000 Professional | Windows 2000 Server | Windows 2000 Advanced Server | Windows 2000 Datacenter Server |
| ---------------- | --- | --- | --- | --- |
| Procesador       | Pentium o compatible a 133 MHz o superior. Soporta hasta dos procesadores (multinúcleo o por separado).                                                                                   | Pentium o compatible a 133 MHz o superior. Soporta hasta cuatro procesadores (multinúcleo o por separado). | Pentium o compatible a 133 MHz o superior. Soporta hasta ocho procesadores (multinúcleo o por separado). | Pentium o compatible a 133 MHz o superior. Soporta hasta 32 procesadores (multinúcleo o por separado). |
| RAM              | 64 MB de memoria recomendado 128 MB o más. Máximo 4 GB. | 128 MB de memoria, recomendado 256 MB o más. Máximo 4 GB. | 128 MB de memoria, recomendado 256 MB o más. Máximo 8 GB. | 128 MB de memoria, recomendado 256 MB o más. Máximo 64 GB. |
| Disco duro       | 2 GB de espacio en disco duro. Máximo 127 GB en formato NTFS, 32 GB en FAT32 o 2 GB en FAT. A partir del Service Pack 3, soportados hasta 2 TB si se habilita LBA de 48 bits (solo NTFS). | 2 GB de espacio en disco duro. Si se instala en red requerirá un poco más. Máximo 127 GB en formato NTFS, 32 GB en FAT32 o 2 GB en FAT. A partir del Service Pack 3, soportados hasta 2 TB si se habilita LBA de 48 bits (solo NTFS). | 4 GB de espacio en el disco duro. Si se instala en red requerirá un poco más. Máximo 127 GB en formato NTFS, 32 GB en FAT32 o 2 GB en FAT. A partir del Service Pack 3, soportados hasta 2 TB si se habilita LBA de 48 bits (solo NTFS). | 4 GB de espacio en el disco duro. Si se instala en red requerirá un poco más. Máximo 127 GB en formato NTFS, 32 GB en FAT32 o 2 GB en FAT. A partir del Service Pack 3, soportados hasta 2 TB si se habilita LBA de 48 bits (solo NTFS). |
| Unidad de CD     | Unidad de CD-ROM o DVD-ROM | Unidad de CD-ROM o DVD-ROM | Unidad de CD-ROM o DVD-ROM | Unidad de CD-ROM o DVD-ROM |
| Vídeo y gráficos | Adaptador de vídeo y monitor que admitan resolución 800x600 o superior. Compatibles tarjetas gráficas con soporte multimedia y juegos con tecnología DirectX.                             | Adaptador de vídeo y monitor que admitan resolución 800x600 o superior. Compatibles tarjetas gráficas con soporte multimedia y juegos con tecnología DirectX.                                                                         | Adaptador de vídeo y monitor que admitan resolución 800x600 o superior. Compatibles tarjetas gráficas con soporte multimedia y juegos con tecnología DirectX.                                                                            | Adaptador de vídeo y monitor que admitan resolución 800x600 o superior. Compatibles tarjetas gráficas con soporte multimedia y juegos con tecnología DirectX.                                                                            |
| Mouse            | Microsoft Mouse o algún dispositivo compatible. | Microsoft Mouse o algún dispositivo compatible. | Microsoft Mouse o algún dispositivo compatible. | Microsoft Mouse o algún dispositivo compatible. |
| Teclado          | Microsoft Keyboard o algún dispositivo compatible de 102 teclas. | Microsoft Keyboard o algún dispositivo compatible de 102 teclas. | Microsoft Keyboard o algún dispositivo compatible de 102 teclas. | Microsoft Keyboard o algún dispositivo compatible de 102 teclas. |